# Kanton Saint-Yrieix-la-Perche
Der Kanton Saint-Yrieix-la-Perche ist ein französischer Wahlkreis im Arrondissement Limoges, im Département Haute-Vienne und in der Region Nouvelle-Aquitaine; sein Hauptort ist Saint-Yrieix-la-Perche. Vertreterin im Generalrat des Départements ist seit 2001 Monique Plazzi (PS).
Der Kanton Saint-Yrieix-la-Perche liegt im Mittel 362 Meter über Normalnull, zwischen 237 Metern in Le Chalard und 498 Metern in Saint-Yrieix-la-Perche.

## Gemeinden
Der Kanton besteht aus 17 Gemeinden mit insgesamt 20.814 Einwohnern (Stand: 1. Januar 2022) auf einer Gesamtfläche von 529,64 km²:
| Gemeinde                      | Einwohner 1. Januar 2022 | Fläche km² | Dichte Einw./km² | Code INSEE | Postleitzahl |
| ----------------------------- | ------------------------ | ---------- | ---------------- | ---------- | ------------ |
| Bussière-Galant               | 1.284                    | 53,86      | 24               | 87027      | 87230        |
| Châlus                        | 1.671                    | 27,98      | 60               | 87032      | 87230        |
| Flavignac                     | 1.060                    | 30,79      | 34               | 87066      | 87230        |
| Glandon                       | 806                      | 27,47      | 29               | 87071      | 87500        |
| Janailhac                     | 525                      | 18,73      | 28               | 87077      | 87800        |
| Ladignac-le-Long              | 1.159                    | 47,21      | 25               | 87082      | 87500        |
| La Roche-l’Abeille            | 594                      | 36,56      | 16               | 87127      | 87800        |
| Lavignac                      | 162                      | 6,04       | 27               | 87084      | 87230        |
| La Meyze                      | 842                      | 28,11      | 30               | 87096      | 87800        |
| Le Chalard                    | 302                      | 12,42      | 24               | 87031      | 87500        |
| Les Cars                      | 618                      | 16,72      | 37               | 87029      | 87230        |
| Meilhac                       | 526                      | 14,84      | 35               | 87094      | 87800        |
| Nexon                         | 2.542                    | 40,79      | 62               | 87106      | 87800        |
| Pageas                        | 639                      | 27,76      | 23               | 87112      | 87230        |
| Rilhac-Lastours               | 381                      | 16,32      | 23               | 87124      | 87800        |
| Saint-Hilaire-les-Places      | 830                      | 23,06      | 36               | 87150      | 87800        |
| Saint-Yrieix-la-Perche        | 6.873                    | 100,98     | 68               | 87187      | 87500        |
| Kanton Saint-Yrieix-la-Perche | 20.814                   | 529,64     | 39               | 8721       | –            |

Bis zur landesweiten Neugliederung der Kantone 2015 bestand der Kanton Saint-Yrieix-la-Perche aus fünf Gemeinden auf einer Fläche von 254,81 km²: Le Chalard, Coussac-Bonneval, Glandon, Ladignac-le-Long und Saint-Yrieix-la-Perche (Hauptort). Er besaß vor 2015 einen anderen INSEE-Code als heute, nämlich 8729.